# AGF Grand Prix
De AGF Grand Prix is een golftoernooi voor topamateurs. Het wordt in België gespeeld.
Het toernooi werd in 2009 opgericht, net als de King's Prize. Sinds Nicolas Colsaerts in de schijnwerpers staat, wordt er in België duidelijk meer aandacht aan de topamateurs besteed. De winnaar kreeg het eerste jaar 21 punten voor de wereldranglijst (WAGR), inmiddels is dat meer.

## Winnaars
| Jaar | Baan                          | Winnaar               | Score | WAGR  |
| ---- | ----------------------------- | --------------------- | ----- | ----- |
| 2009 | ?                             | Pierre-Alexis Rolland | 212   | 21    |
| 2010 | Golf de Rigenée               | Thomas Pieters        | 213   | 22    |
| 2011 | Millennium Golf               | Thomas Detry          | 214   | 30    |
| 2012 | Golf du Château de la Bawette | Thomas Detry          | 213   | 33,75 |